# Varberg
Varberg je město ve Švédsku s přibližně 39 tisíci obyvateli. Je známo pro své písečné pláže, které se nacházejí na západě a pokračují severně k souostroví Bohuslän až na mys Nordkapp.[zdroj?] Jedná se o oblíbené letovisko, stěhují se sem rovněž obyvatelé z vnitrozemských měst, jako je Borås. Místem oddechu je park Societetsparken, Varberg má také lázně se studenými koupelemi a saunou. Město je přístavem a má trajektové spojení s dánským Grenå. 
Městu dala název pevnost Wardbergh („strážní kopec“), kterou postavili Norové ve 13. století. Sloužila také jako vězení, v roce 1916 v ní bylo otevřeno muzeum (je v něm vystaven knoflík, jímž byl údajně zabit král Karel XII.). Ke Švédsku byl Varberg připojen Roskildským mírem v roce 1658. V letech 1767 a 1863 město postihl velký požár.
Na Högabergu východně od města byly objeveny mohyly z doby železné. Farní kostel v gustaviánském stylu byl vysvěcen roku 1772. Městské divadlo projektoval Lars Kellman, budova lázní z roku 1903 byla inspirována orientální architekturou. Ve čtvrti Söderhöjd se nacházejí výškové domy s městskými byty.
Varberg patří do sdružení měst Eurotowns. Sídlí zde obuvnická firma Nilson Group. Nedaleko města se nachází Jaderná elektrárna Ringhals.
Sídlí zde hokejový klub Varberg Vipers a florbalový klub Warberg, hrající nejvyšší švédskou soutěž.